# 井上博明
井上 博明（いのうえ ひろあき、1958年5月 - ）は、日本のアニメプロデューサー。自ら立ち上げた会社である株式会社オニロ代表取締役。吉備国際大学アニメーション文化学科教授。元ガイナックス副社長。

## 経歴
東京都墨田区出身。私立岩倉高等学校卒業。1980年代初頭より手塚プロダクションで制作進行に従事、その後、マジックバスでの制作デスク勤務を経て、CGやデジタルペイントでのアニメ制作に注力した制作会社エムケイに転職。その後、ガイナックスの設立に参加する。その後AICのプロデューサーを経て、上記の役職に。
SFファンダムのビッグネームである。SFファンサークル「宇宙軍」の第二代参謀総長。1998年、第17回SFファンジン大賞で「柴野拓美賞」を受賞。「第65回世界SF大会/第46回日本SF大会 Nippon2007」の実行委員長も務めた。